# Устечко (Чортківський район)

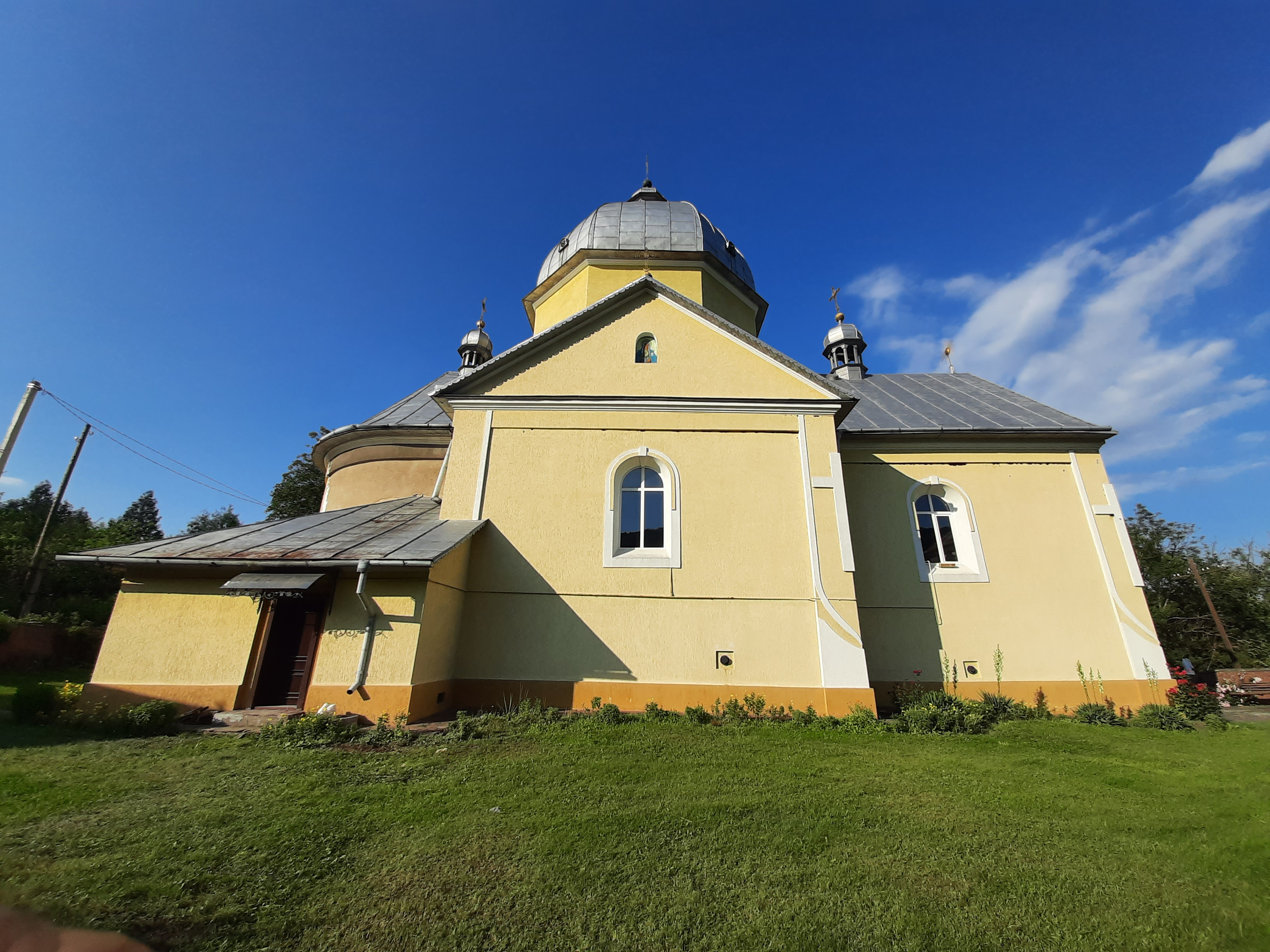
Церква Святої Параскеви

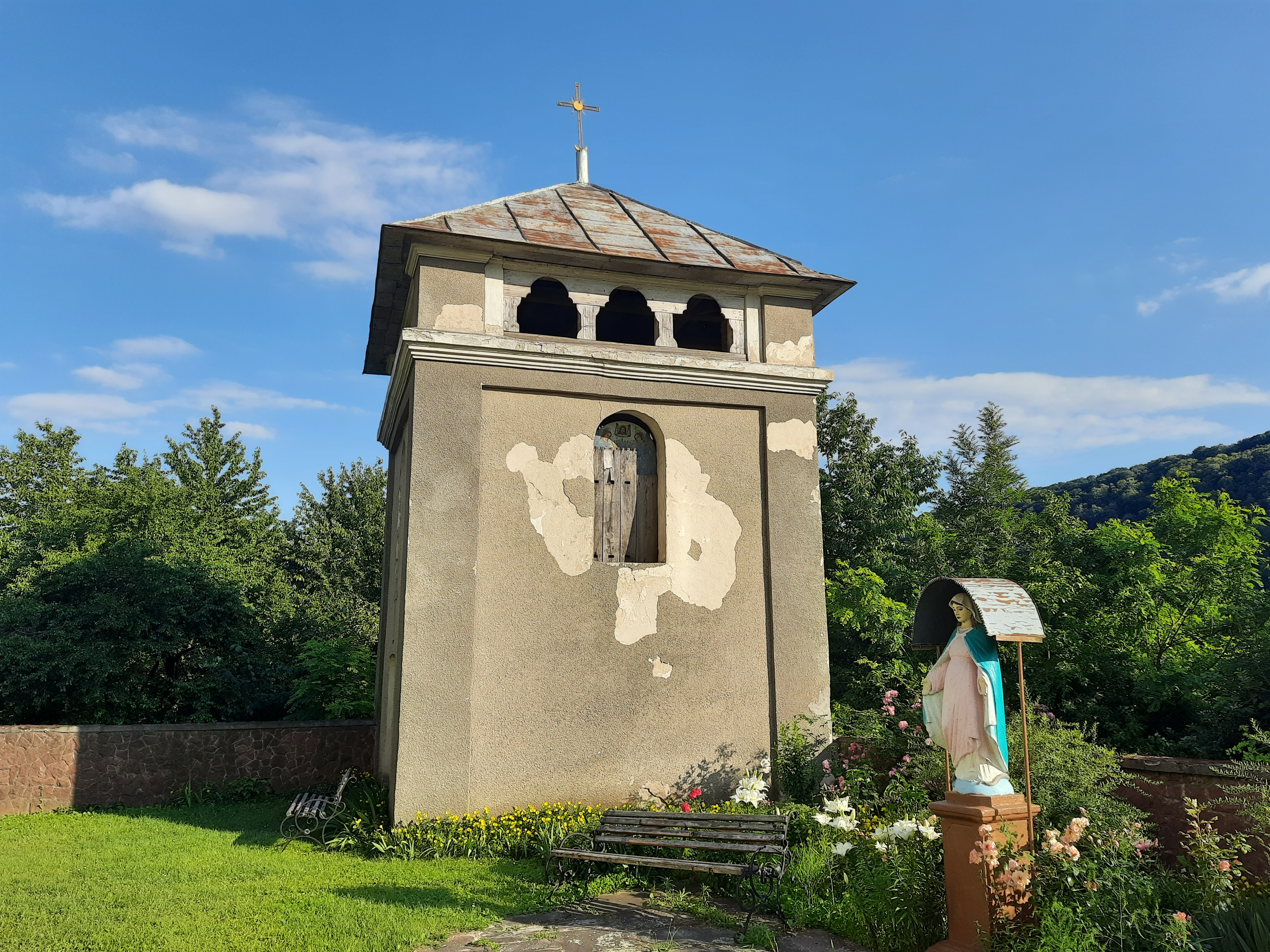
Дзвіниця церкви св. Пасакеви

Усте́чко — село в Україні, у Товстенській селищній громаді Чортківського району Тернопільської області. Розташоване на річці Дністер, на півдні району. До 2020 центр сільради. До 2-ї світової війни поблизу Устечка було 2 хутори, які заселили поляки. Колишнє містечко.
Населення — 820 осіб (2007).

## Розташування
Село розташоване біля місця, де річка Джурин впадає у Дністер. Входить у зону Дністровського каньйону. Міст через Дністер визнаний наймальовничішим в Україні.
Неподалік села — найвищий в Україні серед рівнинних 16-метровий Джуринський водоспад та стародавній Червоногородський замок.

## Історія
Поблизу села виявлено археологічні пам'ятки пізнього палеоліту, культури кулястих амфор і трипільської культури.
Назву селу дало його географічне розташування біля гирла (по-іншому устя), тобто впадіння р. Джурин у Дністер.
Перша писемна згадка — 1414 р. як Устє. Є легенда, що спочатку село було на полі, названому “Розбитою”. Поле турки знищили, залишивши людей, які створили дві родини; поле згодом найменували Підгірки (Підгіряни). Відбудову села почали в лісі біля потічка Джурин, що впадає у річку Дністер. Цей впад і село назвали Устє. У 1448 р. власником села був Ян Кола із Далейова.
У 1590 р. поселення вперше згадане в історичних документах як Устячко, коли воно входило до Кам'янецький повіту. Через Устечко проходив своєрідний чумацький шлях, котрим возили сіль з Косова на Поділля. Протягом 1661–1934 рр. мало статус міста.
В першій половині 17 ст. збудовано замок, що його позначив на мапі інженер і картограф Гійом Левассер де Боплан. 1661 р. згадане як містечко. Цього ж року отримало Магдебурзьке право та спочатку входило до Речі Посполитої, Подільського воєводства у складі Польської Шляхетської Республіки.
У 17 ст. тут був скельний монастир. Близько 1600 р. належало магнатам Язловецьким, 1660–1763 рр. – роду Потоцьких, від 1767 – Ронікеру, від 1785 р. – графу Юзефові Коморовському, в 19 ст. – князям Понінським, на початку 20 ст. – княгині Любомирській. Власники Устечка мали права перевозу через Дністер у всій окрузі. Гербом села була родинна емблема Потоцьких "Пилява" – срібний трираменний патріарший хрест без правої частини нижнього рамена, в поєднанні з гербом Ронікерів "Гриф" – білий гриф у червоному полі, дзьоб та кігті якого золоті.
Люстрація 1664-1665 р., коли Устечко належало галицькому старості Андрію з Потока Потоцькому , згадує, що в той час містечко було майже цілковито зруйновано - залишилося лише кілька убогих хат. (З книги [http://"Starożytna%20Polska%20pod%20względem%20historycznym,%20jeograficznym%20i%20statystycznym%20opisana"] (1845).
1681 р. під час турецької окупації належало до Язловецької нахії Язловецького санджаку Кам'янецького ейялету.
З 1772 по 1918 рік, з перервою між 1810 і 1815 роками, коли воно мало відійти до Росії в складі Тарнопольського повіту, під польською назвою Усцечко належало до австрійської Галичини (до 1918 року, потім у Заліщицькому повіті).
З 1867 по 1880 рр. тут розташовувався окружний суд Усцецького округу, після чого його перенесли до Тлусте.
За Австро-Угорщини і Польщі працювала двокласна школа з українською мовою навчання. Діяли філії товариств "Просвіта" (читальню засновано 1897 р., відновлено 1922 р.; голова Петро Довганюк (1900 р. н.), “Січ”, “Луг” та інших. Вояками Легіону УСС і УГА були 42 жителі села. Восени 1922 р. в Устечку відбувся бій загону “Дванадцятка” з польськими патрулями.
Після закінчення Першої світової війни з листопада 1918 року по липень 1919 року Устечко перебувало у складі Західноукраїнської народної республіки.
За переписом 1921 р., в селі було 376 дворів із населенням 1916 осіб, на 1931 р. – 475 дворів (2259 осіб).
З 1934 по 1939 село було адміністративним центром Гміни Устечко (пол. Gmina Uścieczko) — колишньої сільської гміни у Заліщицькому повіті Тернопільського воєводства Другої Речі Посполитої.
Гміну було створено на основі давніших гмін: Устечко, Червоноград, Нагоряни, Торське і Нирків (без хутора Колонія Підснятинська, який в радянський час приєднано до Цапівців (Поділля). Цього ж року Устечко втратило статус містечка.
Під час Другої світової війни місто було окуповане Радянським союзом з вересня 1939 року та Німеччиною з літа 1941 по 1944 рік і було включено до дистрикту Галіція.
Від 6 липня 1941 р. до 13 квітня 1944 р. село – під нацистською окупацією. Після встановлення радянської влади страчено членів ОУН Федора Безкоровайного (1901–1941), Дмитра Давибіду (1898–1941), Петра Мандзюка (1917–1941). Під час ІІ Світової війни у Червоній армії загинули 40 жителів села, 45 пропали безвісти (1944–1945). За звільнення Устечка від німецьких нацистів та форсування Дністра 10 осіб відзначено званням Героя Радянського Союзу.
Протягом 1944–1953 рр. за участь у національно-визвольній боротьбі ув’язнено близько 60 осіб; загинуло 60 борців ОУН і УПА. 1940 р. в селі створено колгосп (902 га землі), у 1948 р. – відновлено; 1990-х землі розпайовано. Протягом 1946–1947 рр. голодною смертю загинуло 23 особи. У 1978 р. спорудили новий залізобетонний міст.
Ще з середини ХХ ст. чимало місцевих жителів є заробітчанами — виїздять як на постійні, так і сезонні заробітки (до 1991 року — в межах СРСР, опісля — переважно до Європи).
Устечко значно постраждало від липневої повені 2008 року. Від літа 2008 відбувалися відновлювальні роботи, зокрема відремонтовано житла, зведено нове приміщення для сільської школи тощо. Контроль за виконанням відновлювальних робіт у селі взяв на себе особисто Президент України Віктор Ющенко.
12 червня 2020 року, відповідно до розпорядження Кабінету Міністрів України № 724-р «Про визначення адміністративних центрів та затвердження територій територіальних громад Тернопільської області» увійшло до складу Товстенської селищної громади.
19 липня 2020 року, в результаті адміністративно-територіальної реформи та ліквідації Заліщицького району, увійшло до складу новоутвореного Чортківського району.

## Населення

### Мова
Розподіл населення за рідною мовою за даними перепису 2001 року:

Капличка в с. Устечко

| Мова       | Кількість | Відсоток |
| ---------- | --------- | -------- |
| українська | 877       | 99.55%   |
| російська  | 3         | 0.34%    |
| румунська  | 1         | 0.11%    |
| Усього     | 881       | 100%     |

## Пам'ятки

Церква св. Параскеви в с. Устечко

- Є церква святої Параскеви П'ятниці (1881, кам'яна), костьол Воздвиження Святого Хреста (1876), капличка (1992), 6 «фігур».
- У центрі села є братська могила радянських партизан ковпаківського з'єднання, де поховані Лідія Соловйова і М.Остроухова, які загинули в боях з гітлерівцями при форсуванні річки Дністер 3-го серпня 1943 р. Могила партизан — прямокутний надмогильник[7].
- Споруджено пам'ятники воїнам-односельцям, полеглим у німецько-радянській війні (1967), на могилі радянських партизан М. Остроухова та Л. Соловйової (1969), воякам УПА (1994), встановлено пам'ятні хрести на честь скасування панщини та УСС (1991).
- Неподалік від села — геологічна пам'ятка природи місцевого значення «Устецький розріз нижнього девону», а також комплексна пам'ятка природи місцевого значення «Урочище Пустельня».

## Господарська і соціальна сфера
В селі немає промислових об'єктів, проте існують плани з розвитку «зеленого» туризму.
З утвердженням української незалежності (1991) в Устечку з'явилося однойменне сільськогосподарське підприємство, яке, однак, невдовзі припинило свою діяльність. Навколишні поля орендує немісцева приватна фірма, виплачуючи за це власникам паїв натурою (зерном).
В Устечку працюють ЗОШ 1-3 ступ., Будинок культури, бібліотека, амбулаторія, відділення зв'язку, ПАП «Устечко», фермерське господарство, цех розливу мінеральних води «Вікторія», торгові заклади.

## Відомі люди
- Калікст Понінський (староста) — князь, власник маєтку в селі
- Юзеф Коморовський — дідич, белзький каштелян
- Мединський Ігор Миколайович (1993) — український футболіст, нападник.
- Кульчицька Ольга-Меланія Львівна (1873—1940) — українська громадська діячка, майстриня декоративно-ужиткового мистецтва, килимарка, педагог.
- Володимир Гафткович (1897–1961) - педагог, громадський діяч.
- Кирило Годованець (1893–1968) - педагог, військовик.
- Богдан Ґорецький (1926–1983) - лікар.
- Василь Кассіян (1888–1962) - офіцер УГА, доктор права.
- Теодозій Касіян (1895–1965) - підприємець, громадський діяч.
- Олег Кравець (1955 р. н.) - економіст, правник.
- Дарія Кузик (1923 р. н.) - скрипаль, музичний педагог.
- Іван Луговий (1899 р. н.) - майстер із виготовлення надгробних пам’ятників, каменеріз.
- Авраам-Яків Макр (1887–1941) - юдейський проповідник, теолог.
- Йосип Смішко (1932 р. н.) - релігійний та громадський діяч.
- Михайло Годованець (1902–1960) і Василь Касіян (1888–1940) - адвокати, громадські діячі.

## Галерея

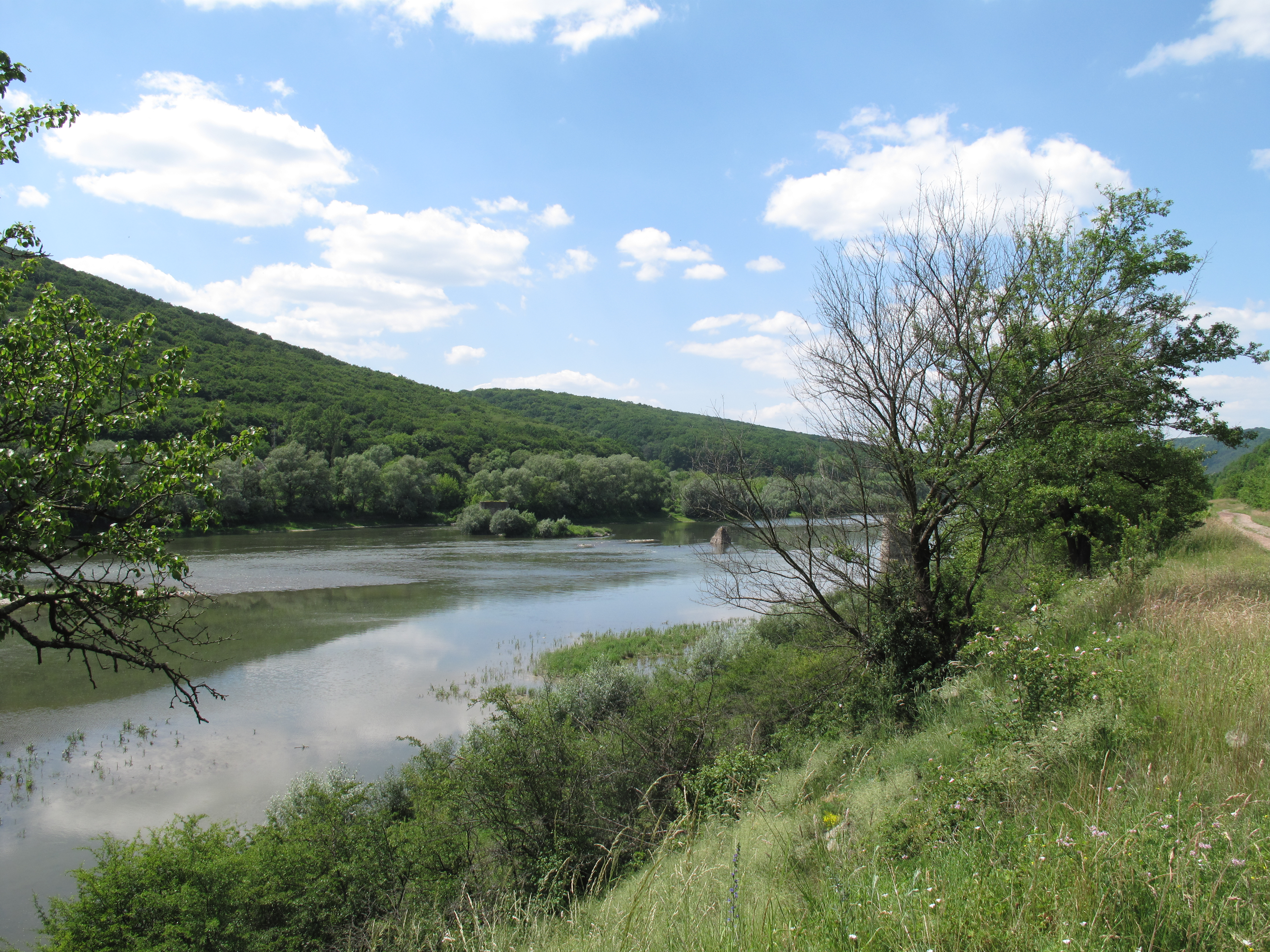
Дністер в околицях Устечка
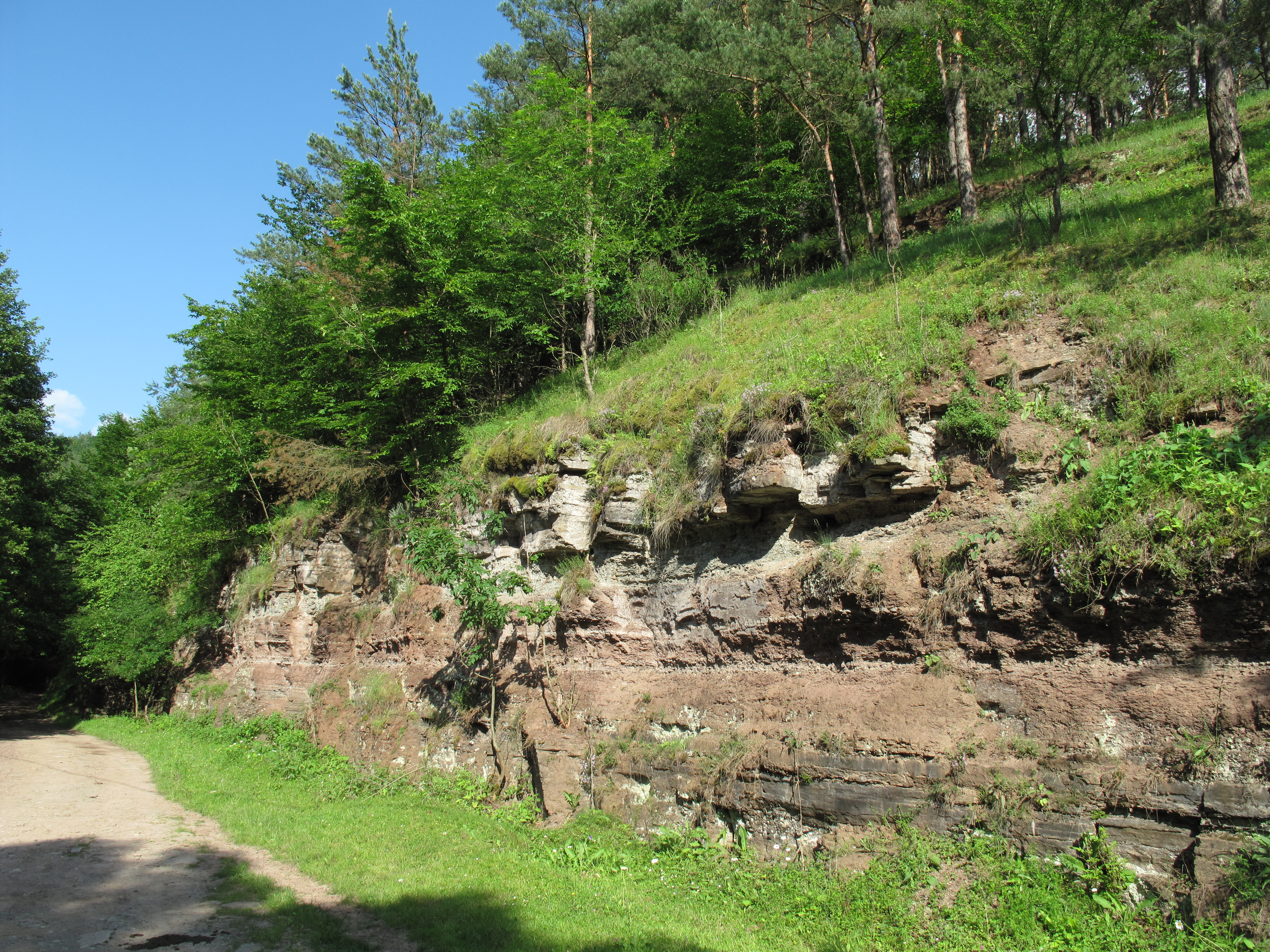
Скелі біля села
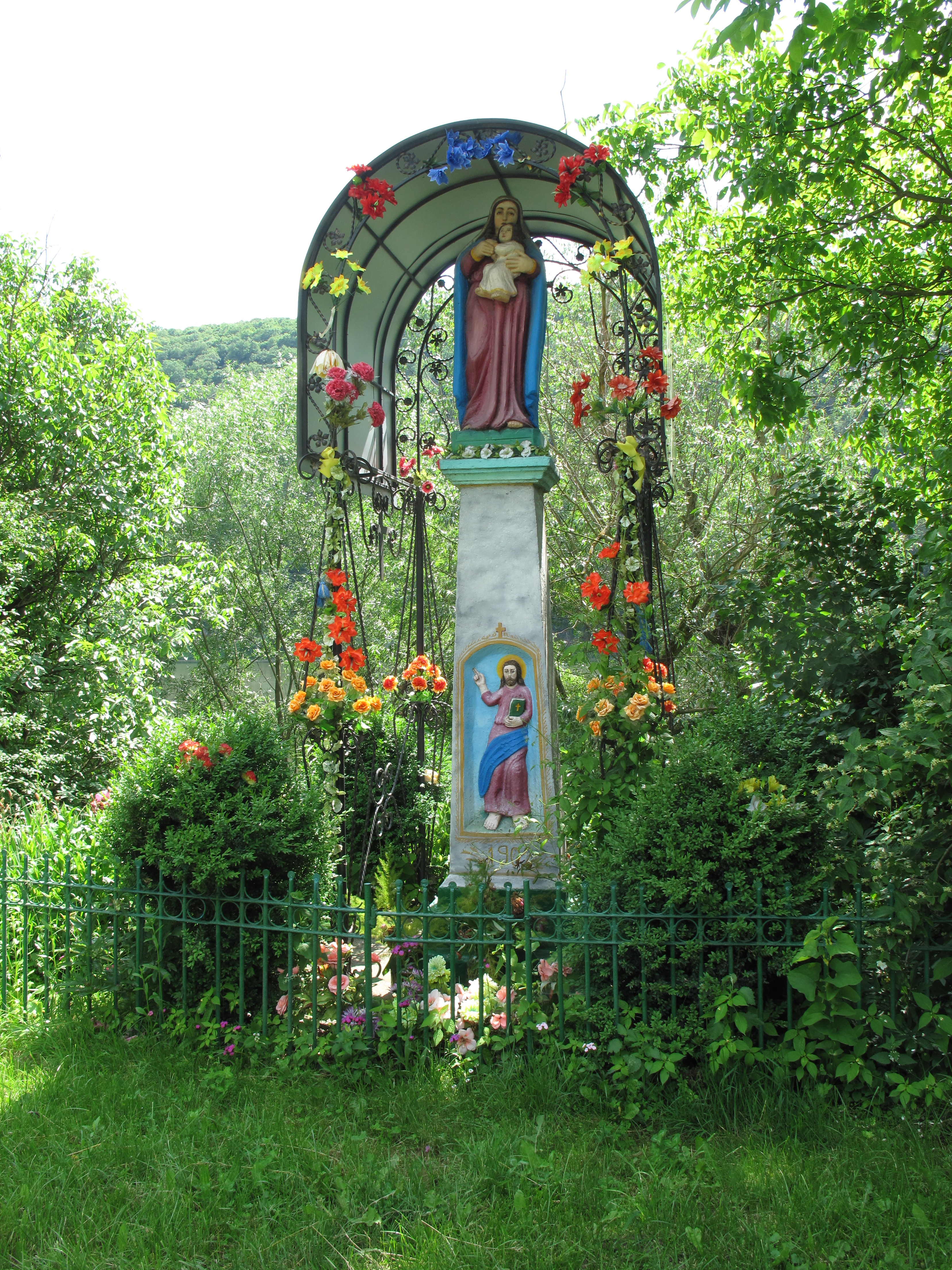
Скульптура Пресвятої Богородиці
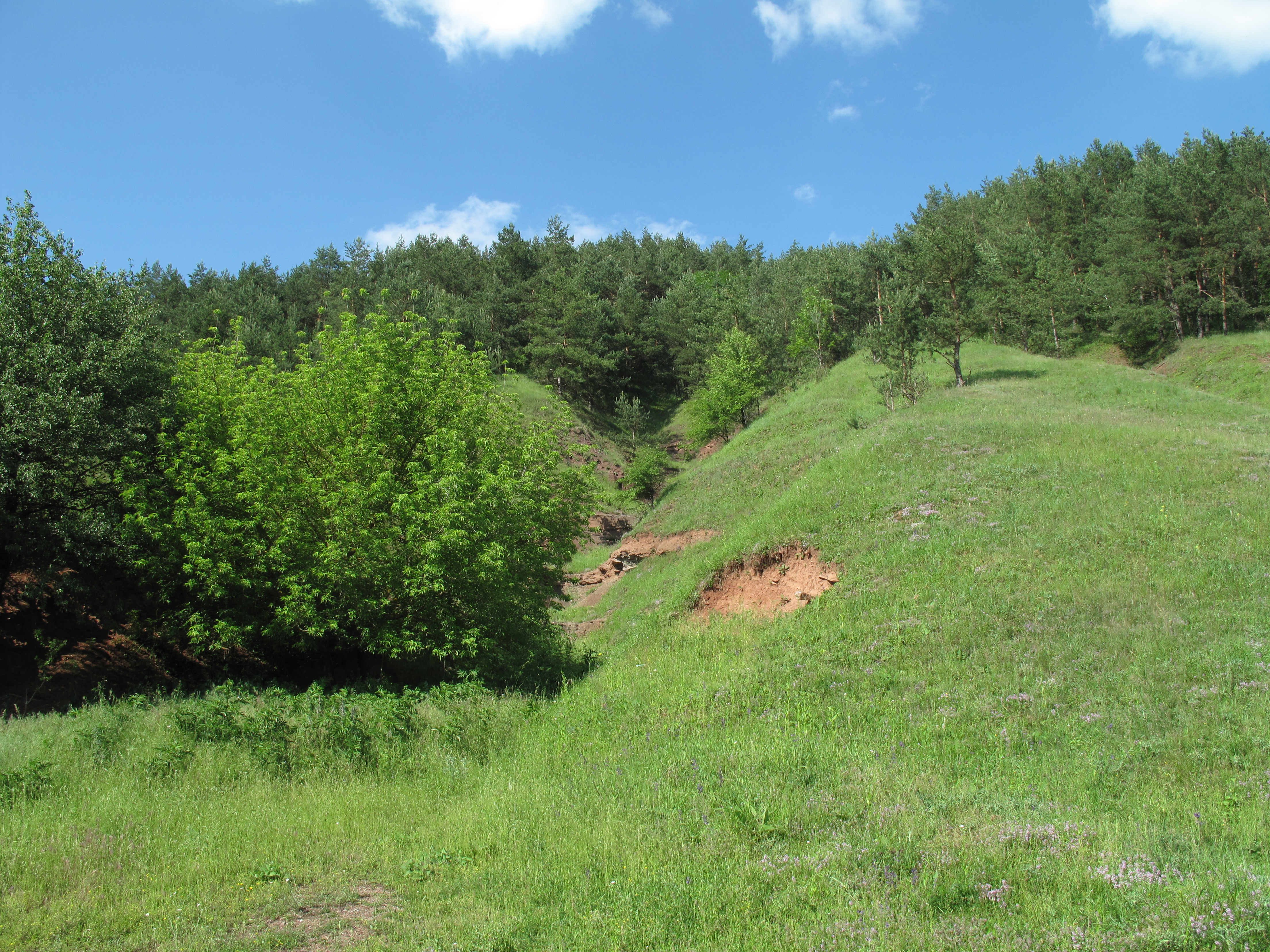
Ландшафт
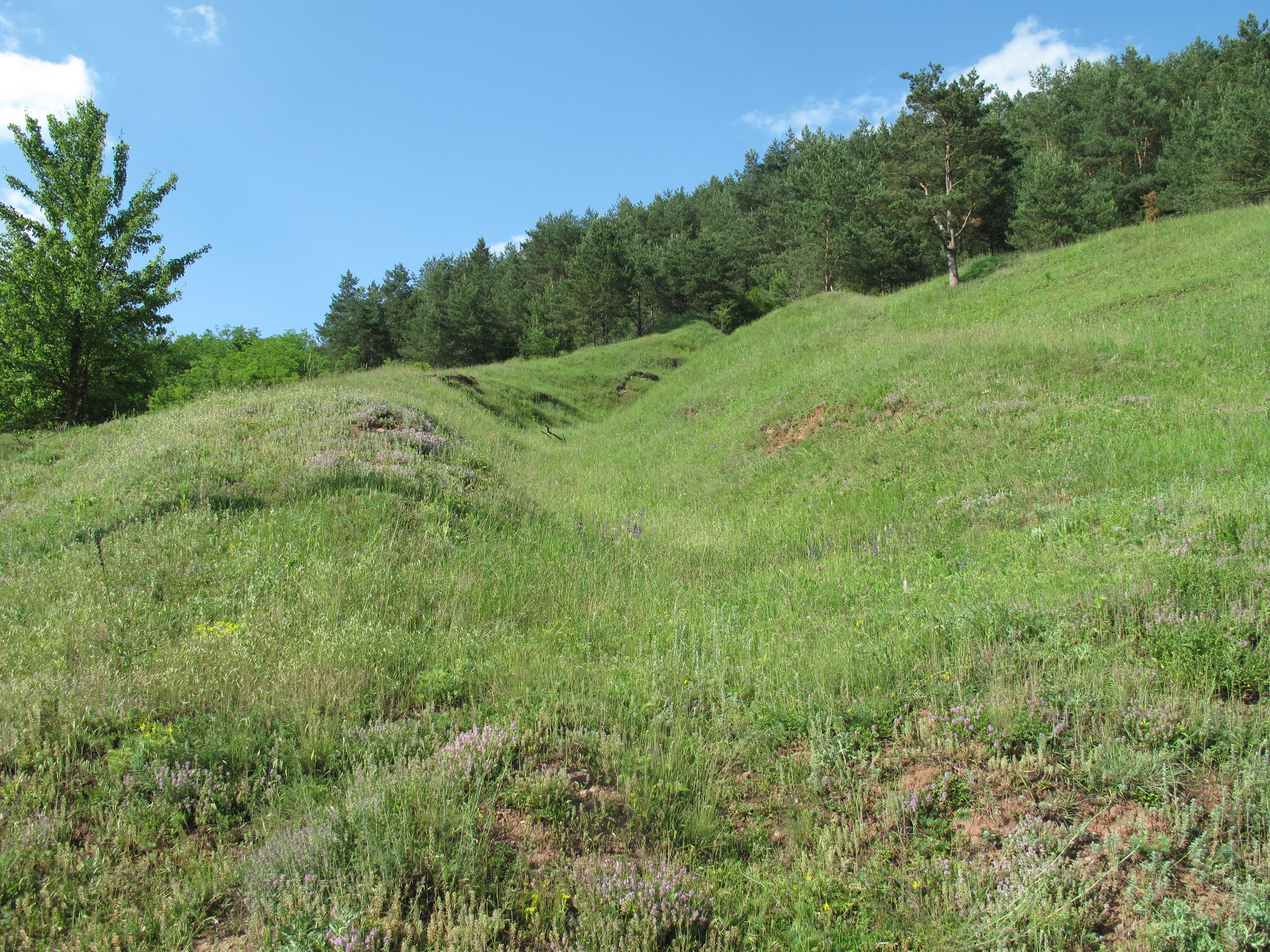
Ландшафт
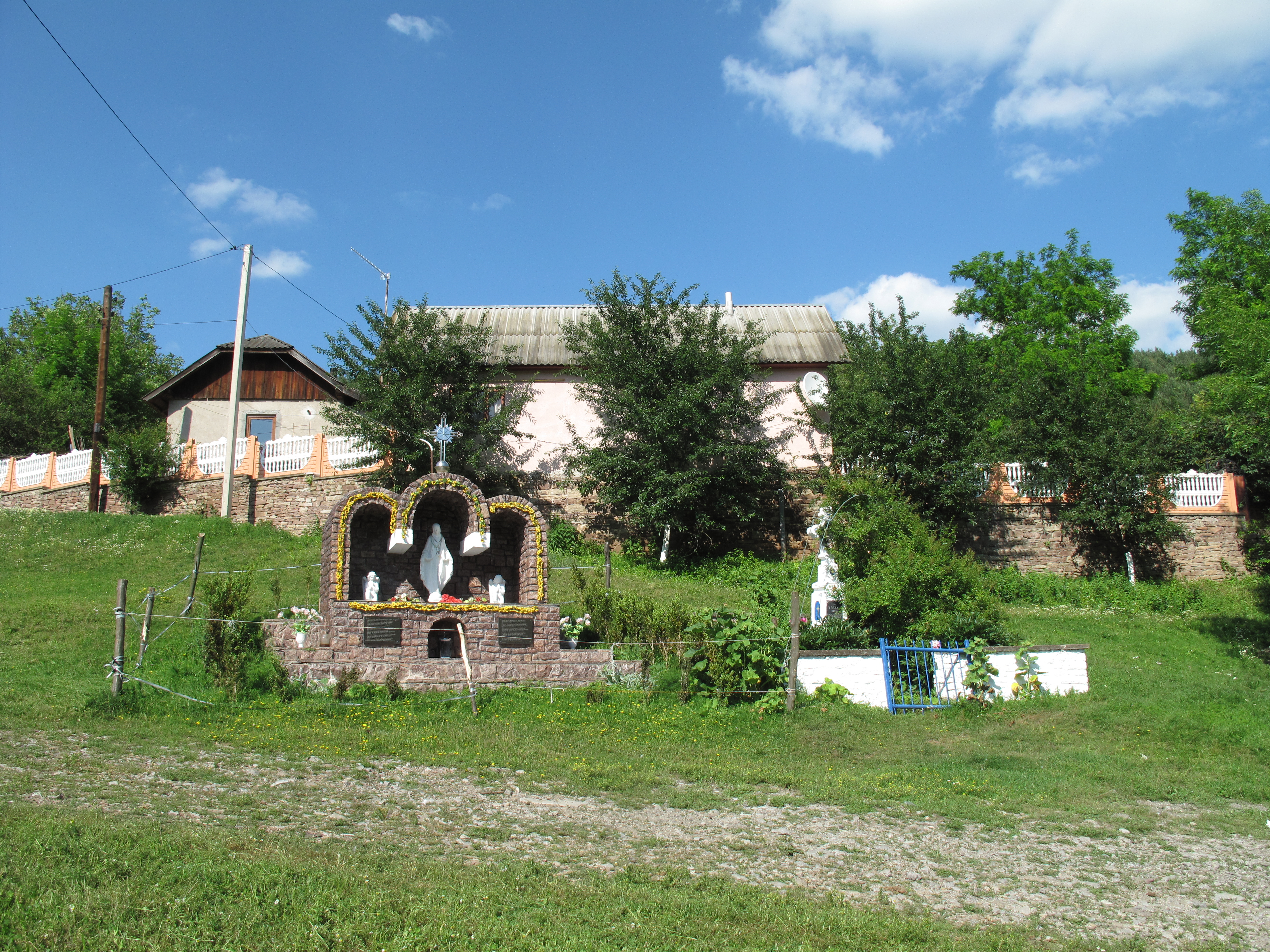
У селі
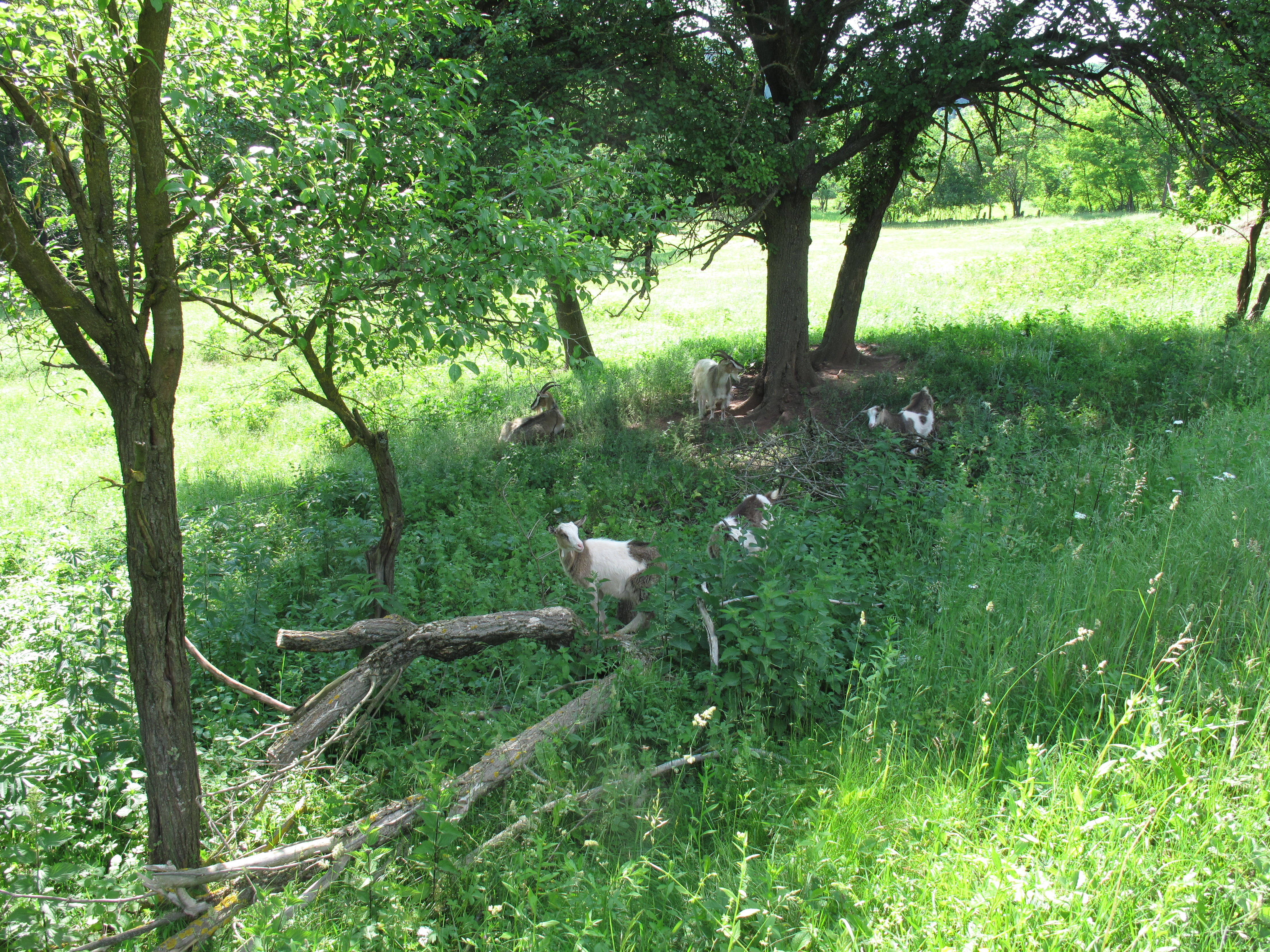
Домашні кози
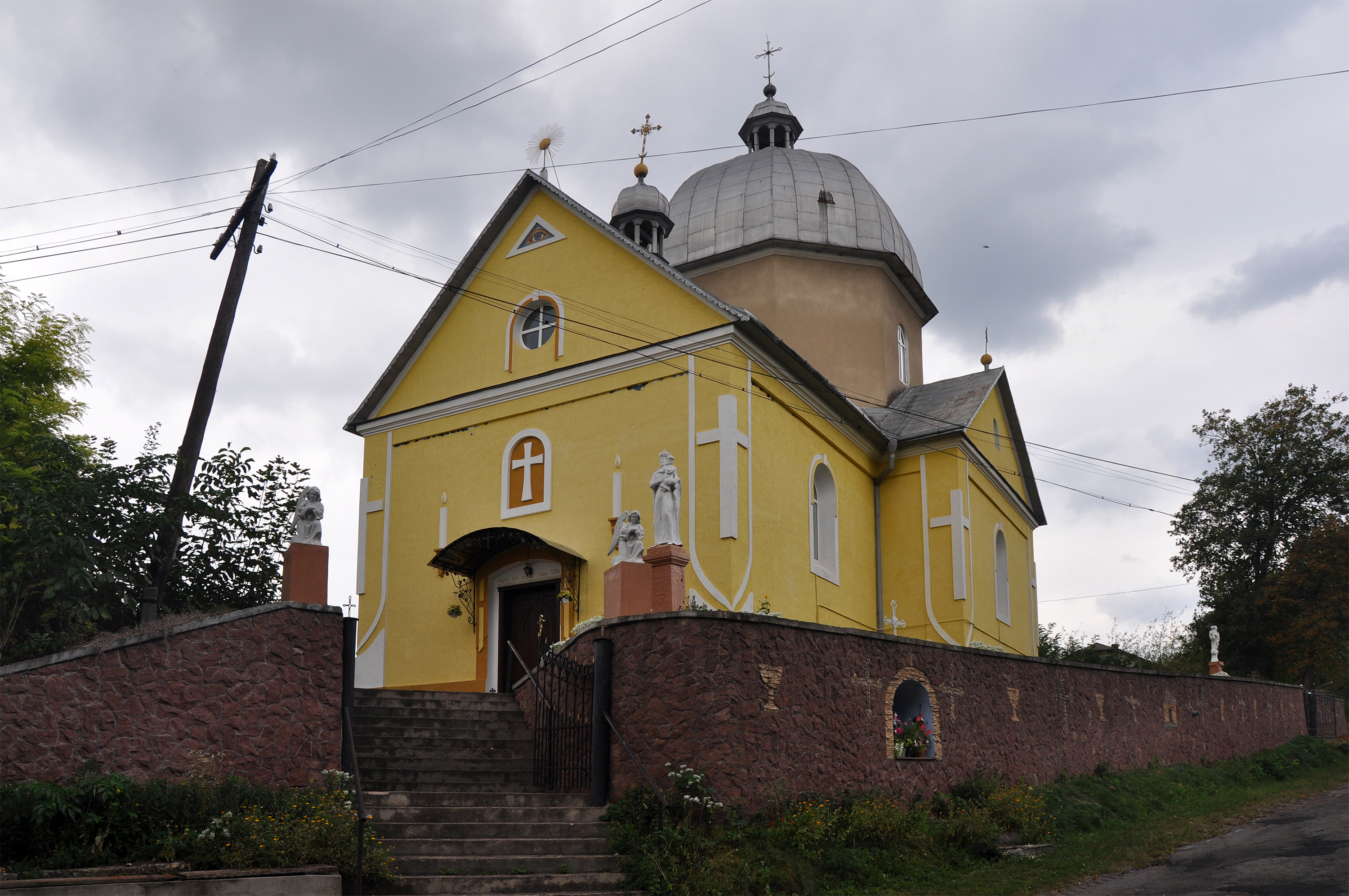
Церква святої Параскеви
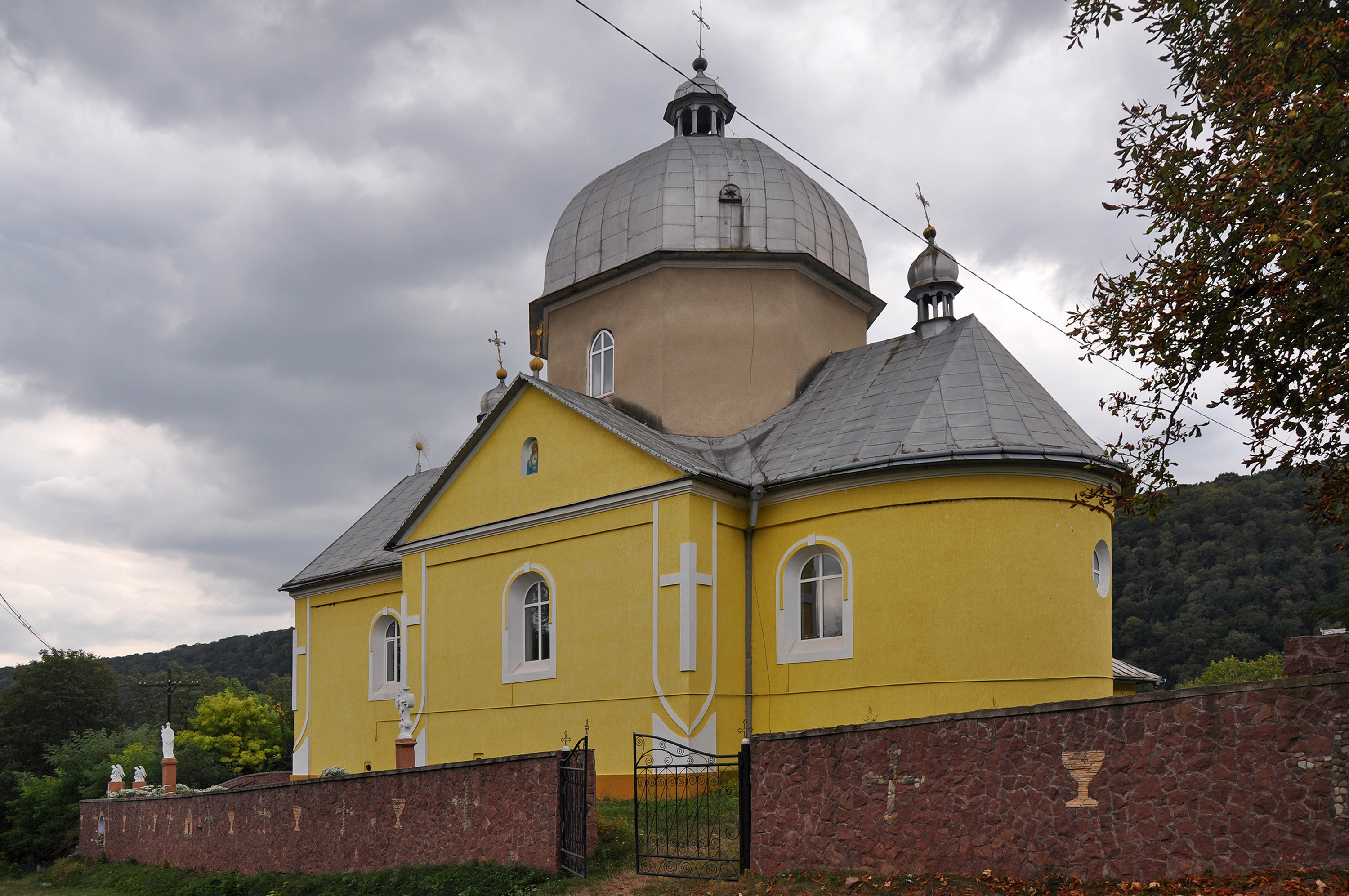
Церква святої Параскеви
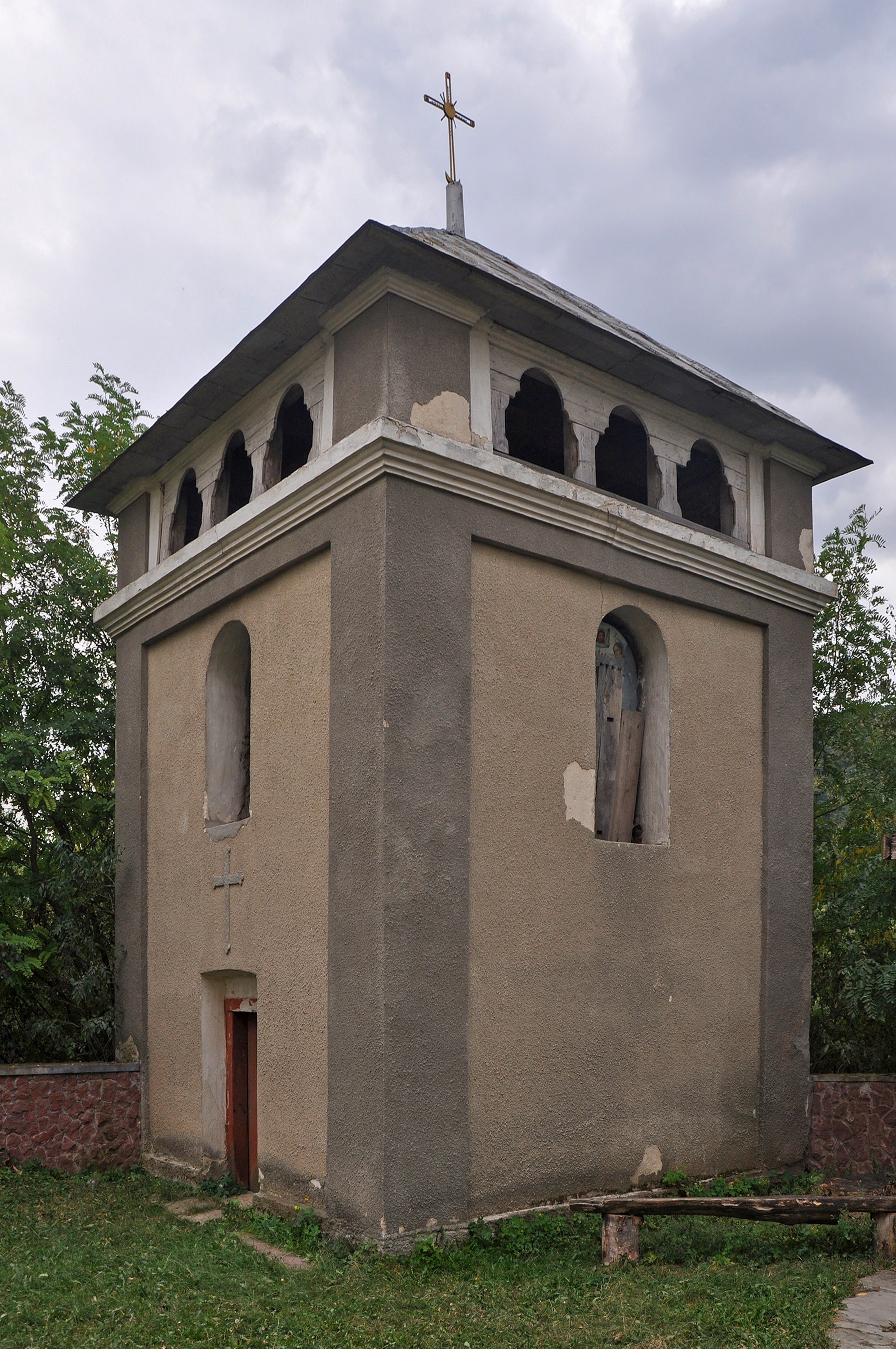
Дзвіниця церкви святої Параскеви
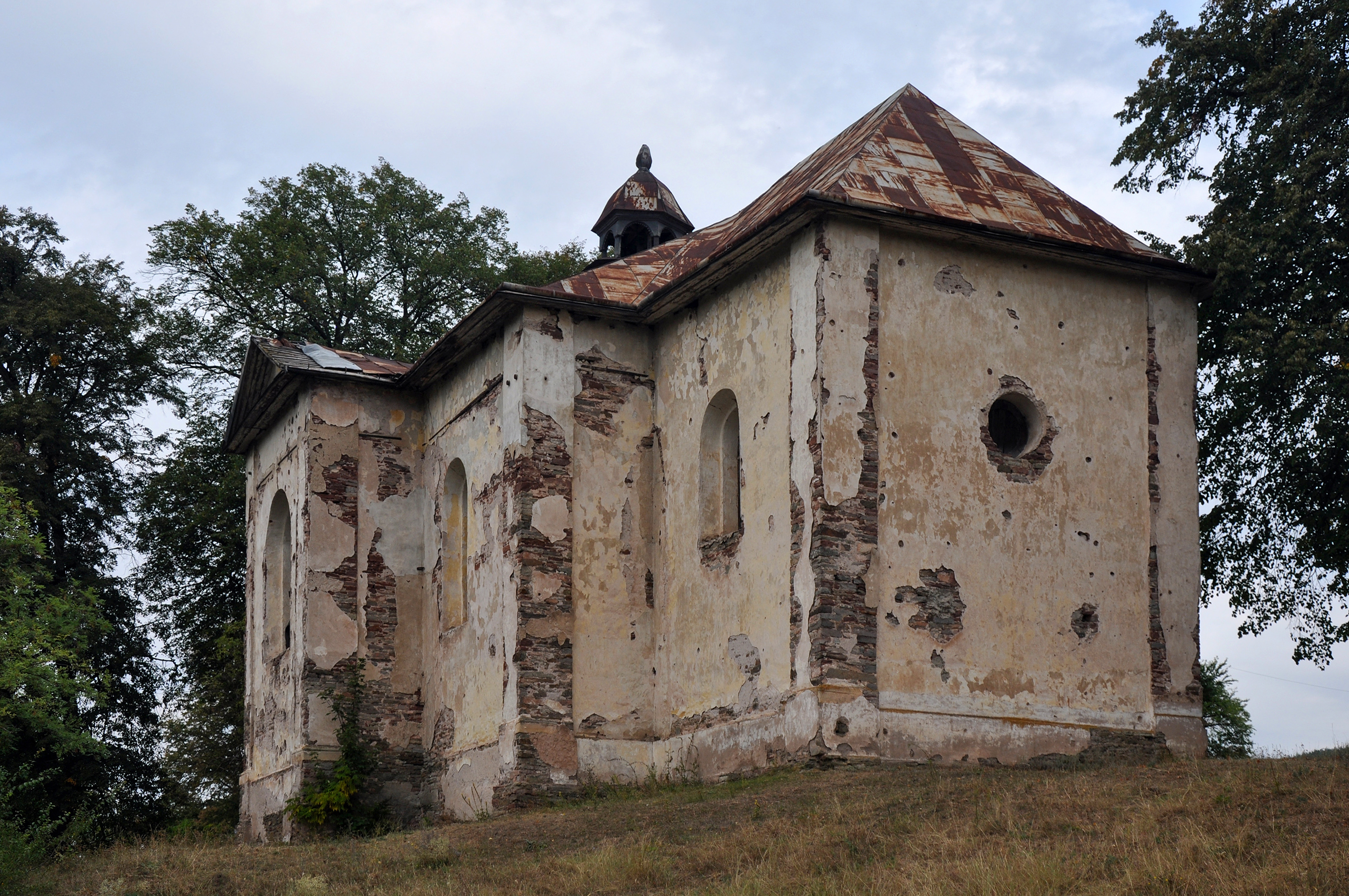
Покинутий костел
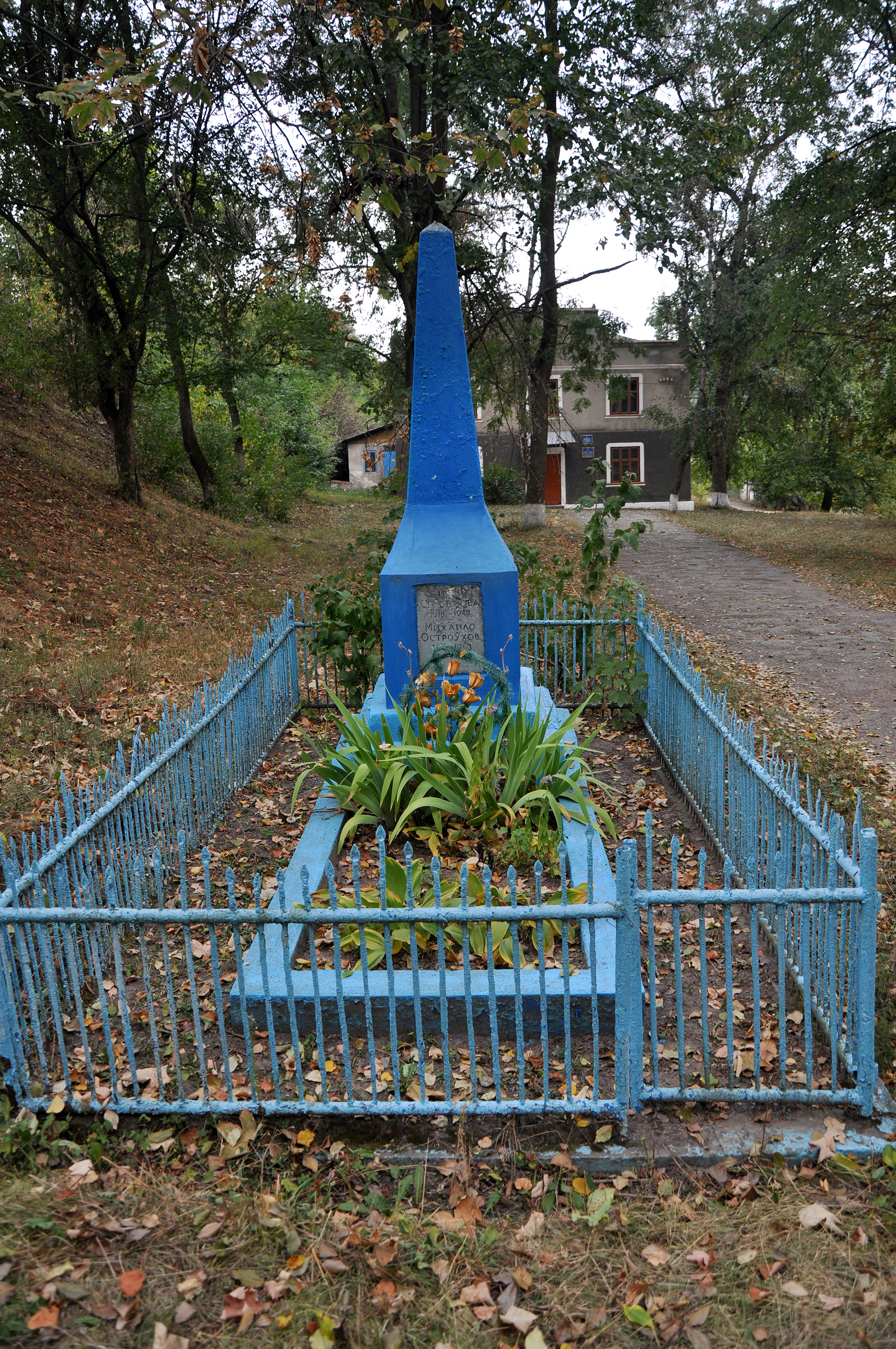
Могила радянських партизан-ковпаківців Соловйової Л. і Остроухова М.